# Jean II de Parthenay-l'Archevêque
Jean II de Parthenay-l'Archevêque, mort en 1427, membre de la famille de Parthenay,  seigneur de Parthenay, Saint-Ouën, de Beauvais, de Juvigné.

## Biographie
Il est le fils de Guillaume VII de Parthenay-l'Archevêque et de Jeanne de Mathefelon.
Il suit le parti de Philippe le Bon, duc de Bourgogne et les intérêts de Louis Ier de Châlon, comte d'Auxerre, son beau-frère, sous les règnes de Charles VI et de Charles VII, ce qui fut cause de la confiscation de ses biens.
Mais auparavant, et dès l'année 1393, il avait vendu à Guy XII de Laval, son cousin, la châtellenie de Saint-Ouen et de Juvigné, dont sa mère l'avait partagé de son vivant, en se réservant la terre de Beauvais.
Il n'a pas d'héritier de son épouse Brunissende de Périgord. Ses fiefs lui sont confisqués pour félonie. Il retrouve temporairement ses biens en 1419 mais pour vendre ses domaines au dauphin Charles.